# Бурят-Монгольская автономная область
Буря́т-Монго́льская автоно́мная о́бласть (также Автономная область Бурят-Монгол Дальнего Востока, аббревиатура — БМАО) — административно-территориальная единица в Дальневосточной республике (ДВР), затем в РСФСР, существовавшая с 27 апреля 1921 года по 30 мая 1923 года.
Административный центр — город Чита.

## История
Образована 27 апреля 1921 года из частей Прибайкальской и Забайкальской областей Дальневосточной республики (ДВР). В этот день бурятские депутаты провозгласили себя Бурят-монгольским съездом и сформировали Временное управление Бурят-монгольской автономной области в составе ДВР. Закон ДВР от 18 августа 1921 года дал Временному управлению правовое оформление. В ДВР точные границы Бурят-Монгольской автономной области обозначены не были, что приводило к продолжению конфликтов за землю между группами населения. Министр внутренних дел приостановил переселение бурят с территории западнее Байкала в автономную область, указав, что земли не хватает и она частично занята русскими. Положение об автономном управлении Бурят-Монгольской автономной областью власти ДВР приняли лишь 21 октября 1922 года.
Делилась на 4 аймака: Агинский, Баргузинский, Хоринский и Чикойский, которые не имели между собой общих границ.
30 мая 1923 года Бурят-Монгольская автономная область была объединена с Монголо-Бурятской автономной областью в Бурят-Монгольскую АССР, с центром в Верхнеудинске.